# The River Thief
The River Thief è un film del 2016 diretto da N.D. Wilson. I protagonisti del film sono Joel Courtney, Raleigh Cain, Paul Johannson, Bas Rutten e Tommy Cash.

## Trama
Abbandonato dai genitori da bambino, Diz è un adolescente spericolato che si procura il necessario per vivere rubando e senza accettare l'elemosina da nessuno. Giunto in una piccola città sul fiume Snake, Diz si scontra con il vecchio Marty e si innamora della di lui nipote Selab. Quando uccide uno spacciatore di droga locale, Diz diventa proprietario di un gigantesco mucchio di denaro ma anche l'obiettivo di due assassini.

## Produzione
Il film è stato girato con un budget di 400.000 dollari nel corso di dieci giorni nell'Idaho e Washington con una sceneggiatura completata solo 48 ore prima della produzione.
Nel film lavorano anche i tre fratelli ed i genitori di Joel Courtney.

## Accoglienza
The River Thief ha ricevuto recensioni negative. Il Los Angeles Times, per esempio, lo ha definito "banale" e "maldestro".